# Batavia (fartyg)
Batavia var en ostindiefarare byggd 1628 i Amsterdam i Republiken Förenade Nederländerna för Nederländska ostindiska kompaniet (VOC). Hon avlöpte med en flottilj från Texel i oktober 1628. Under resan till Godahoppsudden förlorades flera fartyg och över Indiska oceanen hade Batavia ingen kontakt med resterande fartyg i flottiljen. Den 4 juni 1629 förliste Batavia på ett korallrev vid Abrolhosöarna utanför Australiens västkust efter att hon kommit ur kurs. Ett blodigt myteri följde, lett av den ruinerade apotekaren och affärsmannen Jeronimus Cornelisz som slutade med att större delen av de överlevande  blev mördade i dennes jakt på att komma över Batavias dyrbara last av ädelstenar och dyrbara metaller och starta sjöröveri.
En replik av Batavia färdigställdes 1995 vid Bataviawerf i nederländska Lelystad, efter tio års byggnadstid. Arbetet leddes av skeppsbyggaren Willem Vos.